# 盐跃层
盐跃层（Halocline）是指有明显盐度梯度的海水层，它位於海洋表层水之下。一般位於50-200公尺之間。其盐度随深度而迅速增加。研究海水盐度及其梯度可提供水团起源和运动的重要线索.